# Corteconcepción
Corteconcepción è un comune spagnolo di 667 abitanti situato nella comunità autonoma dell'Andalusia.